# Pehkijärvi
Pehkijärvi är en sjö i Finland. Den ligger i kommunen Tammela i landskapet Egentliga Tavastland, i den södra delen av landet, 90 km nordväst om huvudstaden Helsingfors. Pehkijärvi ligger 105,6 meter över havet. I omgivningarna runt Pehkijärvi växer i huvudsak blandskog. Arean är 1,89 kvadratkilometer och strandlinjen är 14,13 kilometer lång. Sjön  ingår i Kumo älvs huvudavrinningsområde. 